# Landesverwaltungsgericht

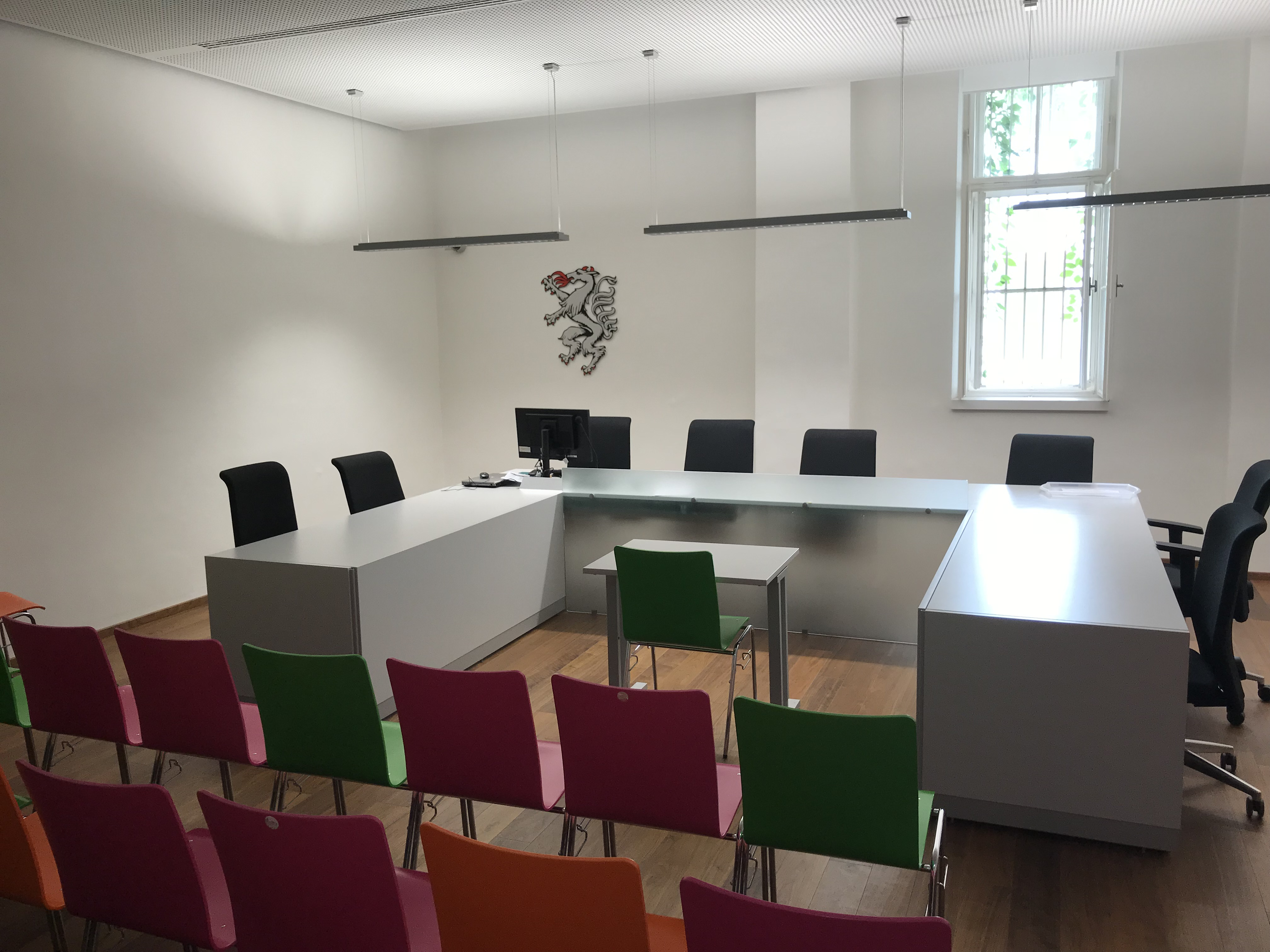
Verhandlungssaal des Landesverwaltungsgerichts Steiermark

Gerichtsbarkeit in Österreich seit 1. Jänner 2014

Die Landesverwaltungsgerichte sind die überwiegend für nicht in unmittelbarer Bundesverwaltung besorgte Angelegenheiten (dazu gehören unter anderem Angelegenheiten der mittelbaren Bundesverwaltung und der Landesverwaltung) zuständigen Verwaltungsgerichte in Österreich. Entsprechend den Vorgaben des Bundes-Verfassungsgesetzes ist in jedem Bundesland jeweils ein Landesverwaltungsgericht einzurichten. Die Landesverwaltungsgerichte sind in Österreich die einzigen Gerichte, die sich in Trägerschaft der Länder befinden. Als Verwaltungsgerichte erster Instanz stehen sie auf derselben Stufe wie das Bundesverwaltungsgericht und das Bundesfinanzgericht. Sie ersetzen eine Reihe bisheriger unabhängiger Landesverwaltungsbehörden, insbesondere die Unabhängigen Verwaltungssenate, die aufgrund der Verwaltungsgerichtsbarkeits-Novelle 2012 mit 1. Jänner 2014 aufgelöst wurden.

## Rechtsgrundlagen und äußere Organisation
Die Grundsätze der Landesverwaltungsgerichtsbarkeit werden durch das Bundes-Verfassungsgesetz (B-VG) geregelt. Darüber hinaus haben die Länder eigene Rechtsvorschriften, insbesondere die Gerichtsorganisation betreffend, zu erlassen. Durch die Änderungen der Verwaltungsgerichtsbarkeits-Novelle bestimmt Art. 136 Abs. 1 B-VG seit 1. Jänner 2014:
„Die Organisation der Verwaltungsgerichte der Länder wird durch Landesgesetz geregelt, die Organisation der Verwaltungsgerichte des Bundes durch Bundesgesetz.“
Die Bundesländer haben daher bereits entsprechende Gesetze erlassen, was zu stark unterschiedlichen Dienstrechten mit eindeutigen Auswirkungen auf die richterliche Unabhängigkeit geführt hat. Der Verfassungsgerichtshof konnte kein Erfordernis für eine Vereinheitlichung erkennen. Das Verfahren vor den Landesverwaltungsgerichten ist im Verwaltungsgerichtsverfahrensgesetz (VwGVG) geregelt.
Die Grundsätze der äußeren Organisation der Verwaltungsgerichte sind in Art. 134 B-VG vorgegeben. Demnach bestehen die Landesverwaltungsgerichte jeweils aus einem Präsidenten, einem Vizepräsidenten und aus weiteren Richtern. Der Präsident, der Vizepräsident und die weiteren Richter werden von der Landesregierung ernannt. Dies steht einer absoluten Unabhängigkeit der Gerichte entgegen. Hinsichtlich der Richter (nicht jedoch für Präsident und Vizepräsident) hat die Landesregierung einen Dreiervorschlag der Vollversammlung (oder eines Ausschusses der Vollversammlung) einzuholen. Durch diese Selbstergänzung soll die richterliche Unabhängigkeit gestärkt werden.
Die Rechtsprechungstätigkeit nehmen die Landesverwaltungsgerichte im Regelfall (Art. 135 Abs. 1 erster Satz B-VG) durch Einzelrichter wahr. In Einzelfällen kann die Entscheidung von Senaten vorgesehen werden. In den jeweiligen Materiengesetzen kann vorgesehen werden, dass den Senaten auch fachkundige Laienrichter angehören. Diese werden auf eine bestimmte Zeit bestellt und üben ihr Amt nebenberuflich aus. Sie haben im jeweiligen Verfahren dieselben Rechte wie die Berufsrichter.

## Die einzelnen Landesverwaltungsgerichte
Die folgende Tabelle gibt die Daten zum 15. Februar 2020 wieder:
| Name                                      | Organisationsgesetz | Hauptsitz                                    | Präsident                | Richter    | Website                           |
| ----------------------------------------- | ------------------- | -------------------------------------------- | ------------------------ | ---------- | --------------------------------- |
| Landesverwaltungsgericht Burgenland       | Bgld. LVwGG         | Eisenstadt, Europaplatz 1                    | Thomas Giefing           | 9 Richter  | verwaltungsgericht.bgld.gv.at     |
| Landesverwaltungsgericht Kärnten          | K-LvwGG             | Klagenfurt am Wörthersee, Fromillerstraße 20 | Armin Ragoßnig           | 21 Richter | www.lvwg.ktn.gv.at                |
| Landesverwaltungsgericht Niederösterreich | NÖ LVGG             | St. Pölten, Rennbahnstraße 29                | Patrick Segalla          | 50 Richter | www.lvwg.noe.gv.at                |
| Landesverwaltungsgericht Oberösterreich   | Oö. LvwGG           | Linz, Volksgartenstraße 14                   | Johannes Fischer         | 35 Richter | www.lvwg-ooe.gv.at                |
| Landesverwaltungsgericht Salzburg         | S.LVwGG             | Salzburg, Wasserfeldstraße 30                | Claudia Jindra-Feichtner | 30 Richter | www.lvwg-salzburg.gv.at           |
| Landesverwaltungsgericht Steiermark       | StLVwGG             | Graz, Salzamtsgasse 3                        | Verena Ennemoser         | 38 Richter | www.lvwg-stmk.gv.at               |
| Landesverwaltungsgericht Tirol            | TLVwGG              | Innsbruck, Michael-Gaismair-Straße 1         | Klaus Wallnöfer          | 36 Richter | www.lvwg-tirol.gv.at              |
| Landesverwaltungsgericht Vorarlberg       | LVwG-G              | Bregenz, Landwehrstraße 1                    | Nikolaus Brandtner       | 15 Richter | www.lvwg-vorarlberg.at            |
| Verwaltungsgericht Wien                   | VGWG                | Wien XIX., Muthgasse 62                      | Dieter Kolonovits        | 92 Richter | www.verwaltungsgericht.wien.gv.at |

## Zuständigkeiten und Instanzenzug

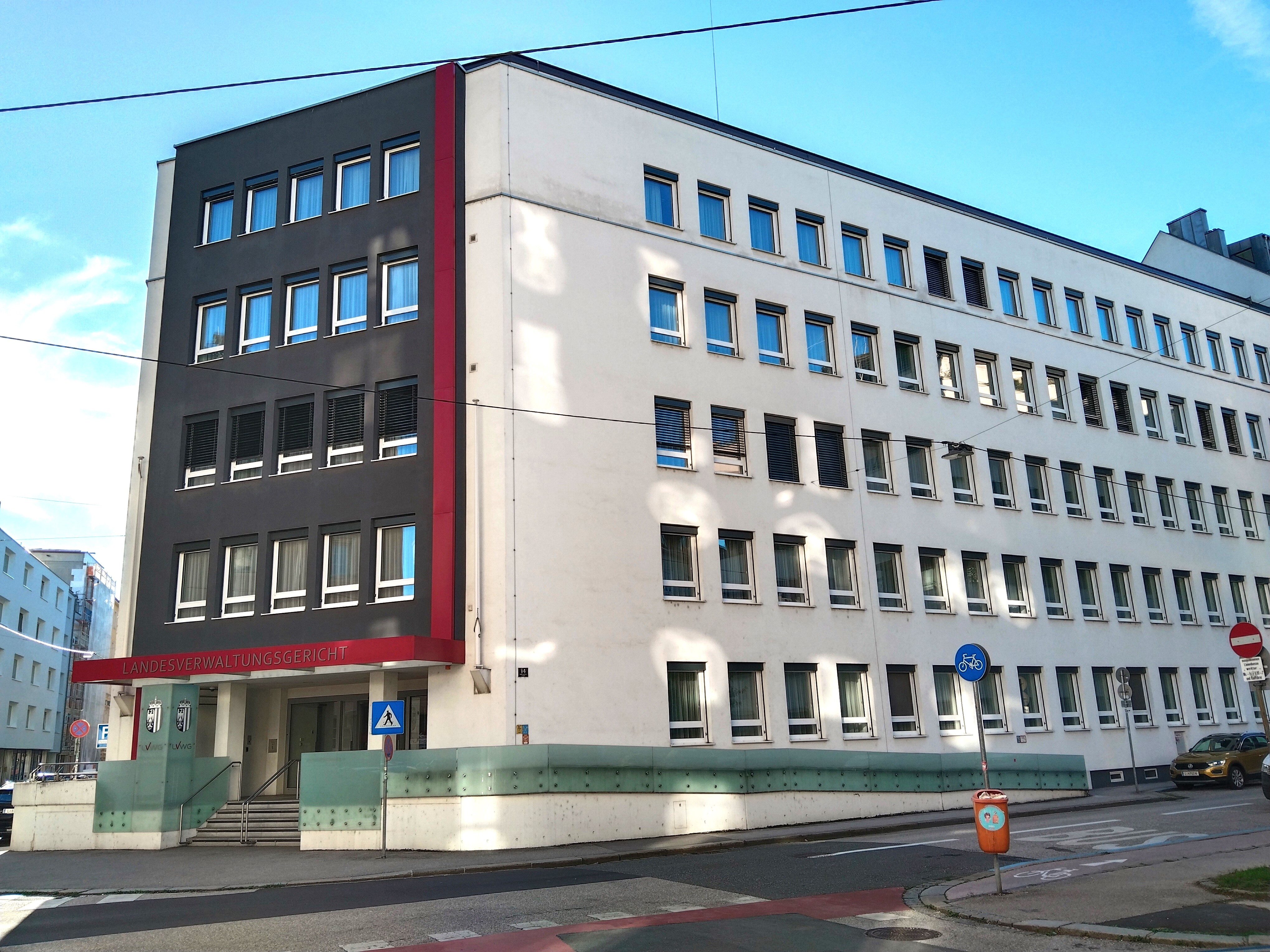
LVwG Oberösterreich

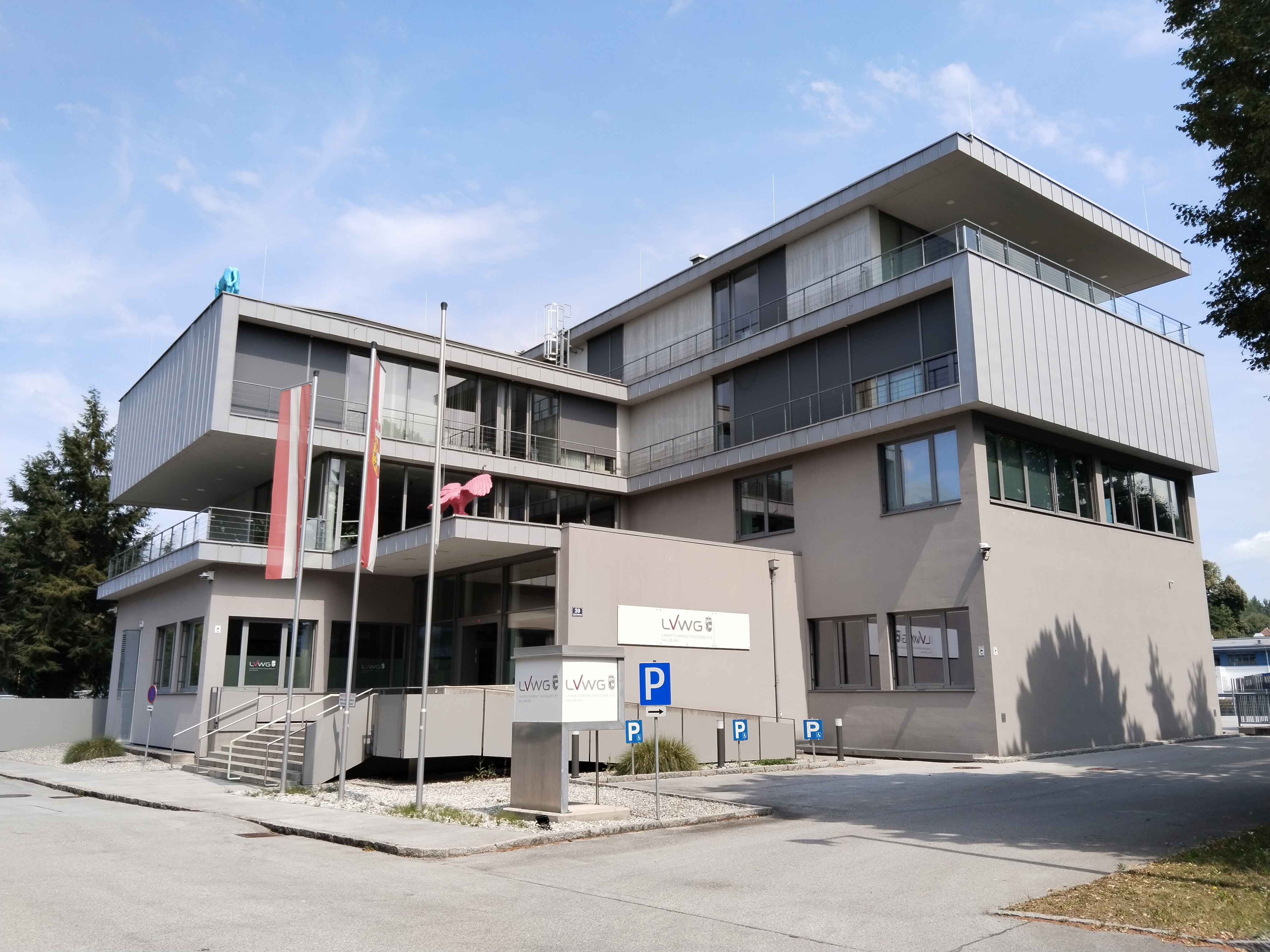
LVwG Salzburg

Die Verwaltungsgerichte entscheiden gemäß Art. 130 B-VG insbesondere über
- Beschwerden wegen Rechtswidrigkeit gegen den Bescheid einer Verwaltungsbehörde (Bescheidbeschwerde) und wegen Verletzung der Entscheidungspflicht einer Verwaltungsbehörde, also wenn die Verwaltungsbehörde einen Bescheid nicht in der gesetzlichen Frist erlassen hat (Säumnisbeschwerde) und
- Beschwerden wegen rechtswidriger Ausübung unmittelbarer verwaltungsbehördlicher Befehls- und Zwangsgewalt (Maßnahmenbeschwerde).

Mit der Schaffung der Landesverwaltungsgerichte wurde der administrative Instanzenzug, also das Recht, gegen einen Bescheid einer Verwaltungsbehörde Berufung bei der jeweils übergeordneten Behörde einzulegen, grundsätzlich abgeschafft. Nur in Angelegenheiten der Gemeindeverwaltung haben die Länder das Recht zu entscheiden, ob der innergemeindliche Instanzenzug beizubehalten oder abzuschaffen sei. Beispielsweise hat Vorarlberg innergemeindlichen Instanzenzug festgehalten: Damit müssen etwa Baubescheide auch künftig zunächst in einem gemeindeinternen Berufungsverfahren bekämpft werden, bevor das Landesverwaltungsgericht angerufen werden kann. Umgekehrt hat Tirol den innergemeindlichen Instanzenzug abgeschafft.
Neben den oben angesprochenen Zuständigkeiten kann den Verwaltungsgerichten durch Gesetz die Entscheidung
- über Beschwerden wegen Rechtswidrigkeit anderer Akte der Hoheitsverwaltung als Bescheiden und Akten unmittelbarer Befehls- und Zwangsgewalt,
- über Beschwerden wegen Verletzung der vergaberechtlichen Vorschriften,
- über Streitigkeiten in dienstrechtlichen Angelegenheiten der öffentlich Bediensteten

übertragen werden.
Die Zuständigkeitsabgrenzung zwischen den Landesverwaltungsgerichten und den Verwaltungsgerichten des Bundes trifft Art. 131 B-VG. Die Landesverwaltungsgerichte entscheiden demnach in Angelegenheiten
- der Landesverwaltung, und
- der Bundesverwaltung in Angelegenheiten, die nicht unmittelbar von Bundesbehörden versehen werden. Dazu gehören insbesondere die Geschäfte der mittelbaren Bundesverwaltung und der Sicherheitsverwaltung.

Die Zuständigkeit der Landesverwaltungsgerichte ist jedoch durch die Bundesverfassung nicht abschließend geregelt, da durch Gesetz die Zuständigkeiten der Landesverwaltungsgerichte auf das Bundesverwaltungsgericht oder das Bundesfinanzgericht übertragen werden können und umgekehrt auch die Zuständigkeiten dieser Gerichte auf die Landesverwaltungsgerichte übertragen werden können. Solche Gesetze können vom Bund nur mit Zustimmung der Länder und von den Ländern nur mit Zustimmung der Bundesregierung erlassen werden.
Gegen die Erkenntnisse der Landesverwaltungsgerichte geht der Rechtszug zum Verwaltungsgerichtshof als Revisionsinstanz. Darüber hinaus besteht die Möglichkeit, beim Verfassungsgerichtshof Beschwerden gegen Erkenntnisse der Landesverwaltungsgerichte einzubringen.

## Namensgebung
Das Österreichische Bundes-Verfassungsgesetz kennt lediglich den Begriff „Verwaltungsgericht des Landes“ bzw. „Verwaltungsgerichte der Länder“. Nur für die beiden Verwaltungsgerichte des Bundes werden die Bezeichnungen „Bundesverwaltungsgericht“ bzw. „Bundesfinanzgericht“ in Art. 129 B-VG vorgegeben.
In den jeweiligen Landesgesetzen werden die Bezeichnungen der Verwaltungsgerichte der Länder festgelegt. In allen Bundesländern außer Wien wird das Verwaltungsgericht als Landesverwaltungsgericht bezeichnet. So wird beispielsweise das Verwaltungsgericht des Landes Burgenland als „Landesverwaltungsgericht Burgenland“ bezeichnet (§ 1 Bgld LVwGG). Das Verwaltungsgericht des Landes Wien wird nur als „Verwaltungsgericht Wien“ bezeichnet (§ 1 VGWG).

## Kritik

### Europarat
Der Europarat hat Kritiken der Association of European Administrative Judges (AEAJ) mehrfach in seinen Länderreport („Situation-Report 2017“) über die Situation der Justiz in Europa in Bezug auf die Bundes- und Landesverwaltungsgerichtsbarkeit in Österreich aufgenommen, die befürchten lassen, dass keine ausreichende Unabhängigkeit der Bundes- und Landesverwaltungsgerichtsbarkeit in Österreich von der Exekutive (Regierung) besteht (siehe „Situation-Report 2017“, Ranziffer: 53–55, 111, 254, 298–300).
Der Europarat hat dabei auch eine Kritik des Dachverbands der Verwaltungsrichterinnen und Verwaltungsrichter (DVVR) aufgegriffen, in welcher kritisch die aktuelle Situation der neuen Verwaltungsgerichte in Österreich reflektiert wurde. Kritisiert wurde unter anderem, dass die Auswahl der Gerichtspräsidenten der neuen Verwaltungsgerichte ohne Mitwirkung der Richter erfolgt. Dies würde nicht den europäischen Standards entsprechen über die Auswahl von Richtern.
Im „Situation-Report 2017“ über die Situation der Justiz in Europa wird diese Kritik durch ein Schreiben des österreichischen Bundesministers für  Verfassung, Reformen,  Deregulierung und Justiz bestätigt (Seite 72 des Berichts). Es wird ausgeführt, dass eine solche Ausnahme für die Auswahl der Präsidenten der Verwaltungsgerichte bestehe. Beim Bundesverwaltungsgericht müsse sich der Präsident des Bundesverwaltungsgerichtes zwar gemäß § 2 Abs. 3  BVwGG dem  Hearing einer Kommission zu unterziehen. Auf Grund dieses Hearings schlage diese Kommission mindestens drei Kandidaten zur Ernennung vor. Die Auswahl der Präsidenten sei jedoch eine reine Ermessensentscheidung der Regierung. Zu den Vorgängen und Abläufen bei der Ernennung der Präsidenten bei den Landesverwaltungsgerichten in den Bundesländern wurde keine Ausführung getätigt.
Vom Europarat wurde auch in Bezug auf AEAJ-Kritik durch Landeshauptmänner in Österreich zur Verwaltungsgerichtsentscheidung über die „dritte Landebahn“ beim Flughafen Wien-Schwechat Bezug genommen (siehe „Situation-Report 2017“, Ranziffer: 298–300) und diese Vorgangsweise der Landeshauptmänner kritisiert. Dies insbesondere, weil die Landeshauptmänner nicht nur die oberste Verwaltung in den Bundesländern repräsentieren, sondern auch gleichzeitig diejenigen seien, welche die Personen kontrollieren, welche die Verwaltungsrichter auswählen und für die Zuteilung des Budgets der Verwaltungsgerichte zuständig seien (siehe „Situation-Report 2017“, Ranziffer: 299).
Diese Kritik, die von Österreich nach wie vor nicht aufgenommen und auch nicht umgesetzt wurde, wird vom Europarat im Bericht CCJE-BU(2019)3 vom 29. März 2019 in Bezug auf das Landesverwaltungsgericht in Wien nochmals wiederholt und die Problematik nochmals anhand eines Landesverwaltungsgerichtes (Wien) aufgezeigt, wobei diese Kritik und Anregungen auf alle Landesverwaltungsgerichte in Österreich, die ähnliche Strukturen haben, angewendet werden kann. Ohne auf diese Bedenken des Europarates gegen den möglichen politischen Einfluss auf die Gerichtsorganisation einzugehen bzw. diese Unabhängigkeit herzustellen, wurde vom Land Wien im Präsidium des Verwaltungsgerichtes sodann eine für Gerichte einzigartige „Stabstelle Recht“ neu eingerichtet. Die Leitung dieser Stabstelle Recht obliegt nicht einem Richter, sondern einem dem Land Wien weisungsgebundenen Verwaltungsbeamten. Aufgaben der Stabstelle Recht soll sein, die Unterstützung des Präsidenten als Dienstbehörde, die Auswahl der juristischen Mitarbeiter und deren Zuteilung an Richterinnen und Richter. Verlangt werden in der Ausschreibung neben Rechtskenntnissen lediglich Loyalität zum Präsidenten, Diskretion und Stressstabilität.

### GRECO
Im GRECO-Bericht über Korruptionsprävention an österreichischen Gerichten wurde auch auf die Rechtsstellung der Verwaltungsrichter in Vorarlberg Bezug genommen. Es wurde im Bericht festgestellt, die Richter würden als Vertragsbedienstete gelten. GRECO begründet diese sehr kritische Beurteilung der Rechtsstellung der Vorarlberger Verwaltungsrichter mit der Stellungnahme der Personalvertretung der Vorarlberger Landesbediensteten zum Landesverwaltungsgerichtsgesetz, Äußerungen des Landeshauptmann Markus Wallner und Informationen von neu ernannten Richtern des LVwG, denen eine bescheidmäßige Feststellung der Höhe ihre Bezüge im Hinblick auf ihre Rechtsstellung verweigert worden sei. Die Personalvertretung hatte die Rechtsstellung als „Pragmatisierung light“ bezeichnet und hervorgehoben, dass das Dienstverhältnis der Richter in Vorarlberg mit Erreichen der Altersgrenze (oder auch bei Dienstunfähigkeit) endet und sie nicht in den Ruhestand treten (was Art. 134 Abs. 7 B-VG für Landesverwaltungsrichter, nicht jedoch für andere Richter zulässt), wodurch sie in diesen Fällen finanziell nicht abgesichert sind und auf eine Leistung aus der Sozialversicherung hoffen müssen.
Der Präsident des Landesverwaltungsgerichts Vorarlberg hat erklärt, dass die Einschätzung von GRECO „erwiesenermaßen falsch sei“, da sich aus dem „Vorarlberger Landesverwaltungsgerichtsgesetz ohne jeden Zweifel ergebe“, dass „sämtliche Richterinnen und Richter des Vorarlberger Landesverwaltungsgerichtes in einem öffentlich-rechtlichen Dienstverhältnis“ stünden.
„Greco“ fordert auch für Verwaltungsrichter grundsätzlich in ganz Österreich ein einheitliches Dienstrecht und verbindliche Besetzungsvorschläge, neben einer Vielzahl von weiteren Verbesserungsmaßnahmen, welche aber zum Großteil in Österreich seit Jahren nicht umgesetzt werden.

### Europäische Kommission
Die Europäische Kommission äußerte im Bericht über die Rechtsstaatlichkeit 2021 – Die Lage der Rechtsstaatlichkeit in der Europäischen Union Kritik an der begrenzten Beteiligung der Justiz an den Ernennungen von Gerichtspräsidenten und Vizepräsidenten von österreichischen Verwaltungsgerichten. Dies gebe nach wie vor Anlass zu Bedenken. Auch der Rechtsstaatlichkeitsbericht der EU 2022 kritisiert die weiterhin bestehenden Mängel in diesem Bereich, die seit dem letzten Bericht von der Bundesregierung nicht behoben wurden.